# HMS Harvester (H19)
Pour les autres navires du même nom, voir HMS Harvester et HMS Handy.
Pour les articles homonymes, voir H19.
Le HMS Harvester (H19) était un destroyer de classe H qui avait été commandé à l'origine par la marine brésilienne sous le nom de Jurua à la fin des années 1930, mais qui a été acheté par la Royal Navy après le début de la Seconde Guerre mondiale en septembre 1939, lancé le 29 septembre 1939 sous le nom de HMS Hardy, mis en service en 1940 sous le nom de HMS Harvester.
Presque immédiatement après sa mise en service, en mai 1940, le navire a commencé à évacuer les troupes alliées de Dunkerque et d'autres endroits en France. Ensuite, il a été affecté au Western Approaches Command pour des missions d'escorte de convois. Le Harvester et un autre destroyer ont coulé un sous-marin allemand en octobre. Il est brièvement affecté à la Force H en mai 1941, mais son armement anti-aérien est jugé trop faible et il est transféré à la Newfoundland Escort Force en juin 1941 pour des fonctions d'escorte dans l'Atlantique Nord. Le navire est renvoyé au Western Approaches Command en octobre 1941 et est transformé en destroyer d'escorte au début de 1942. Le Harvester est torpillé et coulé en mars 1943 par un sous-marin allemand après avoir éperonné et coulé un autre sous-marin la veille alors qu'il escortait le convoi HX 228.

## Description
Le Harvester déplaçait 1 350 tonnes longues (1 370 tonnes (t)) à charge normale et 1 883 tonnes longues (1 913 t) à charge pleine. Il avait une longueur hors-tout de 98,5 m, une largeur de 10,1 m et un tirant d'eau de 3,8 m. Il était propulsé par deux turbines à vapeur à engrenages Parsons, entraînant deux arbres, qui développaient une puissance totale de 34 000 chevaux-vapeur (25 000 kW) et donnaient une vitesse maximale de 36 nœuds (67 km/h). La vapeur pour les turbines était fournie par trois chaudières à trois tambours Admiralty. Le Harvester transportait un maximum de 470 tonnes longues (480 t) de fuel, ce qui lui donnait une autonomie de 5 530 milles nautiques (10 240 km) à 15 nœuds (28 km/h). Son effectif était de 145 officiers et hommes en temps de paix, mais il était porté à 152 en temps de guerre.
Le navire était équipé de quatre canons Mark IX de 4,7 pouces (120 mm) de calibre 45  montés sur des supports simples, désignés "A", "B", "X" et "Y" de l'avant à l'arrière, mais le canon "Y" a été retiré pour compenser les charges de profondeur supplémentaires ajoutées. Pour la défense anti-aérienne (AA), le Harvester avait deux supports quadruples Mark I pour la mitrailleuse Vickers Mark III de 0,5 pouce. Il était équipé de deux supports quadruples de tubes lance-torpilles au-dessus de l'eau pour des torpilles de 21 pouces (533 mm). Un rail de grenades sous-marines et deux lanceurs étaient installés ; 20 grenades sous-marines étaient initialement transportées, mais ce nombre a été porté à trois jeux de rails et huit lanceurs pendant l'armement. La charge de grenades sous-marines du navire est également passée de 20 à 110,.

### Modifications en temps de guerre
Les tubes lance-torpilles arrière du Harvester ont été remplacés par un canon antiaérien de 12 livres après l'évacuation de Dunkerque en 1940  mais on ne sait pas exactement quand cette modification a été faite. Pendant sa conversion en 1942 en destroyer d'escorte, l'armement antiaérien à courte portée du navire est augmenté de deux canons Oerlikon de 20 mm sur les ailes du pont du navire. Les supports de mitrailleuses de calibre 50 ont été remplacés plus tard par une paire d'Oerlikon. Le canon "A" a été remplacé par un mortier anti-sous-marin Hedgehog. Son directeur de contrôle de tir (DCT) et son télémètre récemment installés au-dessus du pont ont été remplacés par un radar d'indication de cible de type 271. Le directeur de la tour de contrôle (director-control tower - DCT) et le télémètre situés au-dessus de la passerelle ont été remplacés par un radar d'indication de cible de type 271. Un radar de recherche de surface à courte portée de type 286 a probablement été installé au milieu de la guerre. Le navire a également reçu un radiogoniomètre HF/DF monté sur un mât principal.

## Historique
Le Jurua a été commandé par le Brésil le 6 décembre 1937 au chantier naval de Vickers-Armstrongs à  Barrow-in-Furness. Le navire a été mis sur cale le 3 juin 1938 et il a été acheté par les Britanniques le 5 septembre 1939 et rebaptisé HMS Handy. Le navire est lancé le 29 septembre 1939 et rebaptisé Harvester en janvier 1940, son nom d'origine étant jugé trop susceptible d'être confondu avec le Hardy. Le Harvester a été mis en service le 23 mai et a fait l'objet d'une brève mise au point au port de Portland avant d'être affecté à la 9e flottille de destroyers.
Le navire a rejoint l'évacuation de Dunkerque le 29 mai et a ramené 272 hommes à Douvres dans la journée. Cependant, la situation à Dunkerque est vite devenue trop dangereuse pour risquer les destroyers plus grands et plus modernes, donc le Harvester n'a pas tenté d'évacuer de troupes pendant la journée du 30 mai. Cette décision a été annulée dans la journée du 30 mai et le navire est parti pour Dunkerque dans la nuit du 30 au 31 mai. En route, il a été manqué de peu par deux torpilles, mais il a sauvé 1341 hommes en deux voyages le 31 mai et 576 autres le 1er juin. Le même jour, le Harvester a été légèrement endommagé par des avions allemands qui le mitraillaient et a dû être réparé à Chatham. Le 9 juin, le navire reçoit l'ordre de se rendre au Havre, en France, pour évacuer des troupes britanniques, mais il n'y en a pas. Il a chargé 78 hommes à Saint-Valery-en-Caux le 11 juin. Plus tard dans le mois, il escorte des navires évacuant des réfugiés et des troupes de Saint-Nazaire et de Saint Jean de Luz (opération Aerial)[8].
De juillet à septembre, le Harvester a été affecté à des tâches d'escorte de convois avec le Western Approaches Command et il a sauvé 90 survivants du croiseur marchand armé HMS Dunvegan Castle le 27 août. Le navire, ainsi que cinq autres destroyers de la 9e flottille, est affecté au Plymouth Command (commandement de Plymouth) pour des missions anti-invasion entre le 8 et le 18 septembre, avant de reprendre son rôle de navire d'escorte. Le 30 octobre, avec l'aide de son navire-jumeau (sister ship) Highlander, il coule le sous-marin allemand U-32. Le Harvester a sauvé 19 survivants du navire marchand Silverpine le 5 décembre et 131 survivants du navire d'abordage HMS Crispin le 3 février 1941. Il a sauvé quatre survivants d'un bombardier Armstrong Whitworth Whitley de la Royal Air Force quatre jours plus tard.
Le navire est remis en état à Barrow entre le 18 mars et le 18 avril, puis il est affecté à la Force H à Gibraltar où il escorte des navires pendant les opérations Tiger et Splice en mai. Le Harvester est transféré à la Newfoundland Escort Force (Force d'escorte de Terre-Neuve) en juin, car l'amiral James Somerville estime que sa capacité antiaérienne est trop faible. Il est affecté au 14e groupe d'escorte à son arrivée à Saint-Jean de Terre-Neuve le 1er juillet. Trois mois plus tard, le navire est transféré au Western Approaches Command et affecté au 9e groupe_d'escorte. Le Harvester est transformé en destroyer d'escorte au cours d'un long carénage à Dundee, en Écosse, du 30 janvier 1942 au 16 avril. Il effectue des essais en mer de son radar de type 271 au cours du mois de mai, puis reprend ses fonctions d'escorte dans l'Atlantique Nord en tant que navire amiral du groupe d'escorte B-3 de la Mid-Ocean Escort Force.
Le navire est remis en état à Liverpool entre le 12 décembre et le 11 février 1943. Alors qu'il défendait le convoi HX 228 le 3 mars, le Harvester a forcé le U-444 à faire surface et l'a éperonné. Il est gravement endommagé par l'éperonnage, mais il sauve cinq survivants après que le sous-marin ait coulé. Le lendemain, le Harvester est torpillé par le U-432 et se brise en deux. Neuf officiers et 136 matelots sont perdus, mais la corvette française Aconit éperonne et coule elle-même le U-432, puis sauve les quelques survivants du Harvester.

### Source
- (en) Cet article est partiellement ou en totalité issu de l’article de Wikipédia en anglais intitulé « Harvester (H19) » (voir la liste des auteurs).